# Layetanos
Los layetanos (en latín laiētanī y en griego λαιαιτανοί, laiaitanoi), o layescos (que proviene de laieśken en íbero), era un pueblo íbero que habitaba en la costa de la provincia de Barcelona, entre los ríos Llobregat y Tordera.

## Asentamientos
Las principales ciudades de su territorio fueron Ailuron o Lauro —la actual Mataró—, como ciudad extramuros que formaría un conjunto con la ciudadela y cerca de Ilturo —Burriac—, Baitulon —Baetulo, la actual Badalona a orillas del río Vaetulo, hoy Besós—, Barcinon (Barkeno), Egara —Tarrasa— y Blanda —Blanes, cerca del río Larnum, hoy Tordera—.
Barcinon fue fundada hacia el siglo VI a. C. —aunque después quizás fue refundada como Barkeno por los cartagineses—. Anteriormente existió una ciudad cercana a Montjuic.
Como otros pueblos iberos, construían sus poblados sobre cerros y rodeados de murallas; las casas eran rectangulares y de piedra. Vivían de la caza, la pesca y la agricultura y tejían lana y lino. Su cerámica era poco desarrollada y trabajaban el bronce y el hierro. Almacenaban el grano en silos. Sus vinos eran apreciados. Uno de sus alimentos básicos fue un derivado lácteo similar al yogur. 
Claudio Ptolomeo menciona también, como situado entre Baitulon y Ailuron, el Lunarion Akrum, el «Promontorio Lunario».
Existen referencias de monedas acuñadas con las leyendas Laiesken e Ilturo.